# Cryptothelea dewitzi
Cryptothelea dewitzi är en fjärilsart som beskrevs av Franciscus J.M. Heylaerts 1885. Cryptothelea dewitzi ingår i släktet Cryptothelea och familjen säckspinnare. Inga underarter finns listade i Catalogue of Life.